# Genzebe Dibaba
Genzebe Dibaba Keneni (en amharique : ገንዘቤ ዲባባ ቀነኒ; née le 8 février 1991 dans le Bekoji) est une athlète éthiopienne, spécialiste des courses de demi-fond et de fond.
Championne du monde du 1 500 mètres en 2015 à Pékin, elle est également championne du monde en salle à cinq reprises : sur 1 500 m en 2012 et 2018, et sur 3 000 mètres en 2014, 2016 et 2018. Elle décroche la médaille d'argent sur 1 500 m aux Jeux Olympiques de Rio en 2016.
Elle détient les records du monde en salle du mile, du 3 000 m et du 5 000 m. Elle a aussi détenu le record du monde et le record du monde en salle du 1 500 m.

## Biographie

### Débuts
Cinquième lors de l'édition 2007, Genzebe Dibaba remporte à 17 ans la course individuelle junior des Championnats du monde de cross 2008, et devient dès l'année à suivante à Amman la première athlète féminine à conserver son titre junior à l'occasion de l'édition 2009. Elle s'illustre par ailleurs sur piste en se rapprochant des 15 minutes sur 5 000 m  : 15 min 02 s 41 en 2008 lors des Bislett Games d'Oslo, course dans laquelle sa sœur Tirunesh établit un nouveau record du monde de la discipline. Elle participe aux Championnats du monde juniors 2008 de Bydgoszcz et se classe deuxième du 5 000 m derrière sa compatriote Sule Utura.
Championne d'Afrique junior du 5 000 m en 2009, Genzebe Dibaba est sélectionnée dans l'équipe d’Éthiopie lors des Championnats du monde de Berlin en remplacement de sa sœur, Tirunesh Dibaba forfaite sur blessure. Âgée de seulement 18 ans, Genzebe Dibaba atteint la finale du 5 000 m et se classe huitième en 15 min 11 s 12. Son ascension se poursuit en 2010. Elle porte alors son record personnel du 5 000 m à 14 min 37 s 56 à Oslo. Quelques jours plus tard à Moncton, Genzebe Dibaba gagne les championnats du monde juniors en 15 min 08 s 06, devant la Kényane Mercy Cherono.
En 2011, Genzebe Dibaba porte ses records personnels du 1 500 m à 4 min 05 s 90 et du 5 000 m à 14 min 37 s 56. Elle atteint la finale du 5 000 m des Championnats du monde de Daegu où elle se classe huitième comme lors de l'édition précédente. Son premier succès lors d'un championnat intercontinental senior sur piste intervient en début de saison 2012, à l'occasion des Championnats du monde en salle d'Istanbul. Dibaba remporte l'épreuve du 1 500 m en 4 min 05 s 78, devant la Marocaine Mariem Alaoui Selsouli et la Turque Aslı Çakır. En mai, Dibaba remporte l'épreuve de la Ligue de diamant du meeting de Shanghai et améliore à cette occasion le record d’Éthiopie du 1 500 m en terminant en 3 min 57 s 77.
Le 6 août 2012 à Londres, Genzebe Dibaba participe à sa première course olympique, une série du 1 500 m. Alors qu'elle gère parfaitement sa course en entamant en 2e position le dernier tour de piste, elle se blesse dans les 200 derniers mètres et termine 10e de la course. Genzebe Dibaba quittera en larmes le stade olympique assise dans une chaise roulante.

### Championne du monde en salle sur 1 500 m et 3 000 m

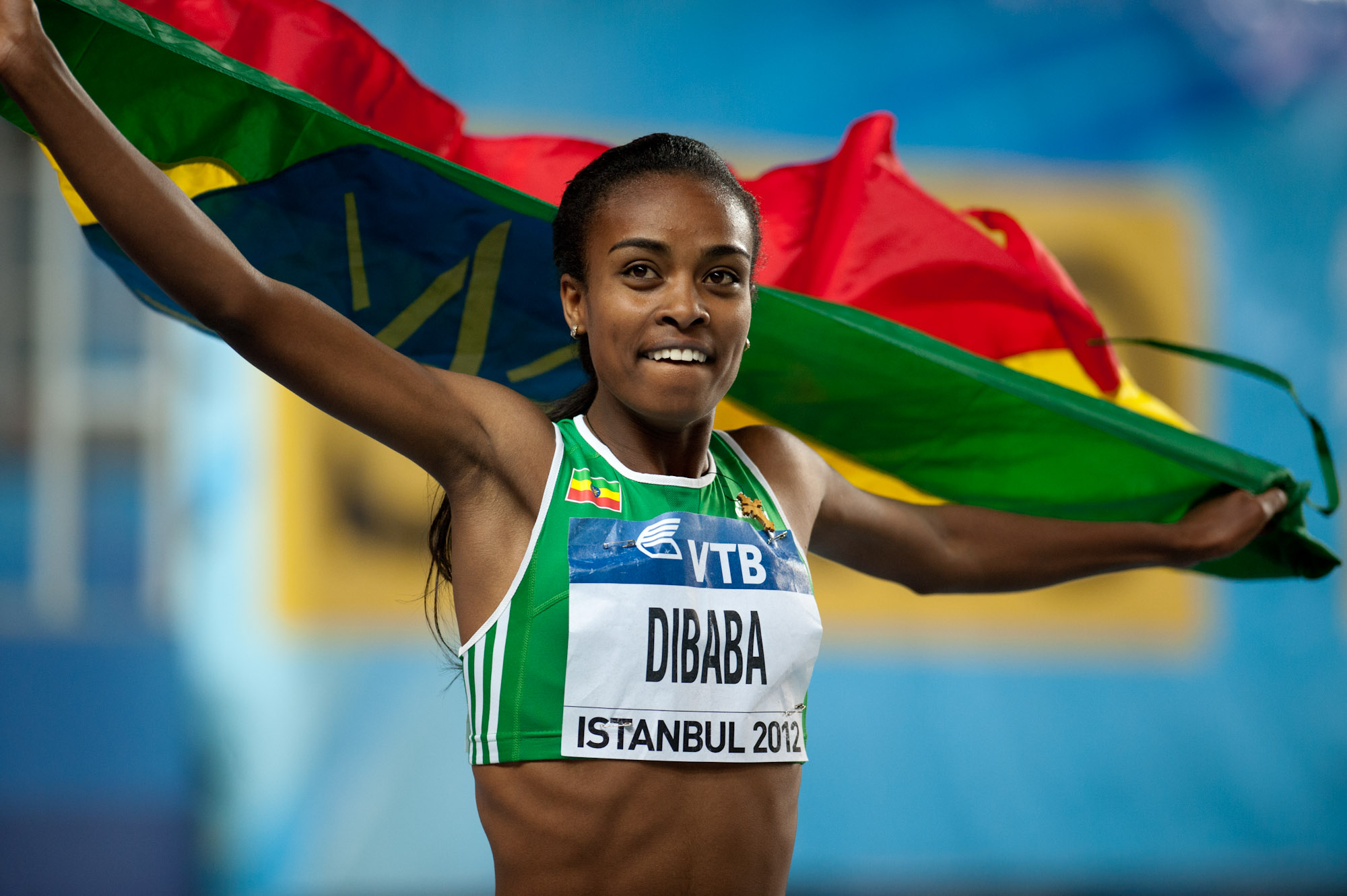
Genzebe Dibaba lors des Championnats du monde en salle 2012

En mars 2012, à Istanbul lors des championnats du monde, Genzebe Dibaba remporte l'épreuve du 1 500 m en 4 min 5 s 78, devant la Marocaine Mariem Alaoui Selsouli et la Française Hind Dehiba.
Lors des championnats du monde, en mars 2014 à Sopot en Pologne, l’Éthiopienne remporte l'épreuve du 3 000 m, deux ans après avoir décroché le titre sur 1 500 m. Elle s'impose dans le temps de 8 min 55 s 04, devant Hellen Obiri et Maryam Yusuf Jamal, Genzebe Dibaba devient ainsi la troisième athlète féminine après Gabriela Szabo et Elly Van Hulst à remporter le titre mondial « indoor » sur ces deux distances.

#### Records du monde en salle sur 1 500 m, 3 000 m et 5 000 m
Le 1er février 2014, à Karlsruhe, Genzebe Dibaba bat le record du monde en salle du 1 500 m en 3 min 55 s 17, améliorant de plus de trois secondes l'ancienne meilleure marque mondiale établie en 2006 par la Russe Yelena Soboleva. Moins d'une semaine plus tard, le 6 février 2014 au meeting XL Galan de Stockholm, Dibaba améliore le record du monde du 3 000 mètres en 8 min 16 s 60, abaissant de près de sept secondes la marque de sa compatriote Meseret Defar établie en 2007.
Le 19 février 2015, à Stockholm, l'Ethiopienne bat le record du monde en salle du 5 000 m, en parcourant la distance en 14 min 18 s 86.
Le 17 février 2016, Genzebe Dibaba établit un nouveau record du monde du mile en 4 min 13 s 31 à Stockholm.

### Saison 2015: record du monde du 1 500 m et titre mondial

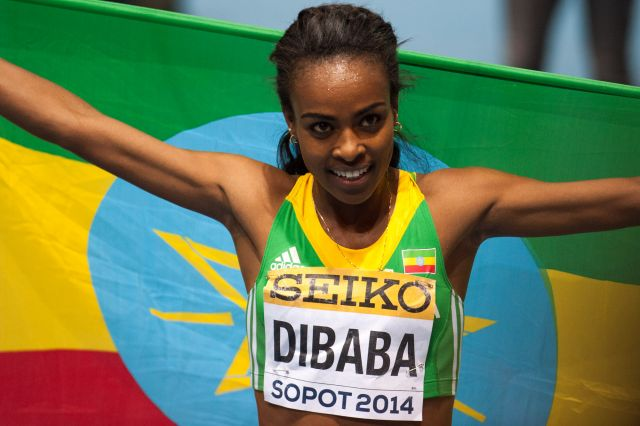
Genzebe Dibaba lors des championnats du monde en salle 2014

Le 8 juillet 2015, à Barcelone, Genzebe Dibaba établit un nouveau record d'Afrique du 1 500 m en 3 min 54 s 11, améliorant de plus d'une seconde l'ancienne meilleure marque continentale détenue depuis 1992 par l'Algérienne Hassiba Boulmerka.
Le 17 juillet 2015, lors du meeting Herculis de Monaco, Genzebe Dibaba s'empare du record du monde du 1 500 m en 3 min 50 s 07, soit 39/100e de moins que l'ancien record, détenu depuis 1993 par la Chinoise Qu Yunxia. Chanelle Price, spécialiste du 800 m, notamment championne du monde en salle en 2014 a servi de meneuse d'allure sur les 800 premiers mètres du record. Jusqu'aux 1 100 mètres, la Néerlandaise d'origine éthiopienne, Sifan Hassan a pu seule rester dans le sillage de Genzebe Dibaba avant d'être irrémédiablement distancée.
Le 24 août 2015, Genzebe Dibaba remporte le titre du 1 500 m lors des championnats du monde de Pékin en s'imposant dans le temps de 4 min 8 s 09, devant la Kényane Faith Kipyegon et Sifan Hassan, après avoir porté une accélération dans la dernière ligne droite.
Aux championnats du monde de Pékin, le 30 août 2015, Genzebe Dibaba termine 3e et médaillée de bronze sur 5000 m. Lors de la finale, elle a été devancée par ses 2 compatriotes : Senbere Teferi (2e) et Almaz Ayana (1re) qui remporte la médaille d'or. Cette contre-performance toute relative pourrait s'expliquer par la fatigue physique et nerveuse qui suivit son record du monde du 1 500 m en juillet, mais aussi par l'accumulation de courses lors des championnats du monde. Soit trois 1 500 m et deux 5 000 m en comptabilisant les qualifications et les finales.
En gagnant les 5000 m des meetings d'Eugene, Oslo et Paris, ainsi qu'en terminant 2e à Zurich, devancée par la championne du monde Almaz Ayana, Genzebe Dibaba remporte le 3 septembre à Zurich la Ligue de diamant 2015. En fin d'année 2015, lors du gala de l'IAAF à Monaco, elle remporte le trophée IAAF de l'athlète de l'année, succédant au palmarès à la Néo-Zélandaise Valerie Adams,. Elle est également élue athlète féminine de l'année par le magazine Track and Field News.

### Saison 2016: vice-championne olympique à Rio

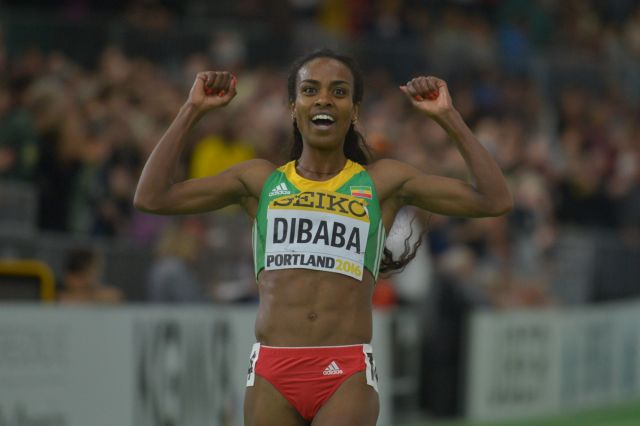
Genzebe Dibaba lors des Championnats du monde en salle 2016

Le 20 mars 2016, Dibaba conserve son titre mondial lors des championnats du monde en salle de Portland sur le 3 000 m et devance sa compatriote Meseret Defar. En avril, elle déclare forfait pour le 10 000 m de Dubai, qui sert de sélection olympique, à cause d'une blessure au pied gauche.
Elle est néanmoins présente aux Jeux Olympiques de Rio de Janeiro sur 1 500 m où elle prend la deuxième place en 4 min 10 s 27 au terme d'une course tactique. Après avoir pris les devants à 700 m de l'arrivée, elle est dépassée dans le dernier virage par la Kényane Faith Kipyegon, mais parvient tout de même à contenir l'Américaine Jennifer Simpson pour décrocher la médaille d'argent.

### Saison 2017
Le 7 février 2017, elle bat le record du monde en salle du 2 000 m à Sabadell en 5 min 23 s 74, améliorant la meilleure marque de la Roumaine Gabriela Szabó de 7 secondes (5 min 30 s 53). 3 jours plus tard, elle établit la meilleure performance mondiale de l'année sur 1 500 m en 3 min 58 s 80.
Le 5 mai 2017, elle fait ses débuts sur 800 m à Doha et signe le très bon chrono de 1 min 59 s 37, pour prendre la 5e place de la course.
Le 5 août, en demi-finale du 1 500 m des championnats du monde de Londres, la recordwoman du monde inquiète en ne prenant que la 6e place en 4 min 05 s 33. Néanmoins, grâce à une seconde demi-finale plus longue, elle est repêchée au temps. Elle termine 12e et dernière de la finale en 4 min 06 s 72. Sa performance est liée au virus contracté durant les championnats, le même qu'une trentaine d'autres athlètes, et celui-ci l'oblige à déclarer forfait sur le 5 000 m.

### Saison 2018
Genzebe Dibaba décide de s'aligner lors de la saison hivernale 2018. Elle débute par le 1 500 m du meeting de Karlsruhe, où, en patronne, montre le retour de sa plus grande forme en signant la seconde meilleure performance mondiale de tous les temps derrière son propre record du monde (3 min 55 s 17) établit dans ce même stade en 2014, en courant en 3 min 57 s 45. Le 8 février, elle s'impose à Madrid en 4 min 02 s 43.
Le 1er mars, Dibaba décroche à Birmingham son troisième titre consécutif de championne du monde en salle du 3 000 m : en 8 min 45 s 05, elle s'impose après un sprint de 400 mètres face à la Néerlandaise Sifan Hassan, 2e en 8 min 45 s 68, et la Britannique Laura Muir, 3e en 8 min 45 s 78. Deux jours plus tard, elle s'adjuge le titre du 1 500 m en 4 min 05 s 27, devant Laura Muir (4 min 06 s 23) et Sifan Hassan (4 min 07 s 26), devenant ainsi la seconde femme de l'histoire après la Roumaine Gabriela Szabó, a réalisé le doublé 1 500 / 3 000 m. Cette dernière l'avait réalisé en 1999 à Maebashi.

### Saison 2019
Le 3 mai 2019, pour le début de la saison estivale, Genzebe Dibaba s'aligne sur 3 000 m au meeting de Doha, terminant deuxième en 8 min 26 s 20, nouveau record personnel, derrière la Kényane Hellen Obiri. Elle portera son record sur cette distance à 8 min 21 s 29 lors du Prefontaine Classic le 30 juin, mais sera cette fois largement devancée par Sifan Hassan et l'Allemande Konstanze Klosterhalfen. Entretemps le 6 juin, elle s'impose sur 1 500 m lors du meeting de Rome en 3 min 56 s 28, ce qui est alors la meilleure performance mondiale de l'année, puis améliore encore son chrono le 16 juin à Rabat avec le temps de 3 min 55 s 47.
Seulement quatrième des finales de la Ligue de diamant à Zurich, l'Ethiopienne est contrainte de déclarer forfait pour les Mondiaux de Doha le 19 septembre en raison d'une fasciite plantaire au pied droit, une blessure qui s'était manifestée lors du meeting de Zurich.

## Vie privée
Elle est la sœur cadette de Ejegayehu Dibaba et de Tirunesh Dibaba et la nièce de Derartu Tulu.  

## Palmarès

### International
| Date | Compétition                        | Lieu                               | Résultat | Épreuve    | Temps          |
| ---- | ---------------------------------- | ---------------------------------- | -------- | ---------- | -------------- |
| 2007 | Championnats du monde de cross     | Mombasa                            | 5e       | Junior     | 21 min 23 s    |
| 2008 | Championnats du monde de cross     | Édimbourg                          | 1re      | Junior     | 19 min 59 s    |
| 2008 | Championnats du monde juniors      | Bydgoszcz                          | 2e       | 5 000 m    | 16 min 16 s 75 |
| 2009 | Championnats du monde de cross     | Amman                              | 1re      | Junior     | 20 min 14 s    |
| 2009 | Championnats d'Afrique juniors     | Bambous                            | 1re      | 5 000 m    | 16 min 11 s 85 |
| 2009 | Championnats du monde              | Berlin                             | 8e       | 5 000 m    | 15 min 11 s 12 |
| 2010 | Championnats du monde de cross     | Bydgoszcz                          | 11e      | Junior     | 19 min 21 s    |
| 2010 | Championnats du monde juniors      | Moncton                            | 1re      | 5 000 m    | 15 min 08 s 06 |
| 2011 | Championnats du monde de cross     | Punta Umbría                       | 9e       | Individuel | 25 min 36 s    |
| 2011 | Championnats du monde              | Daegu                              | 8e       | 5 000 m    | 15 min 09 s 35 |
| 2012 | Championnats du monde en salle     | Istanbul                           | 1re      | 1 500 m    | 4 min 05 s 78  |
| 2013 | Championnats du monde              | Moscou                             | 7e       | 1 500 m    | 4 min 05 s 99  |
| 2014 | Championnats du monde en salle     | Sopot                              | 1re      | 3 000 m    | 8 min 55 s 04  |
| 2014 | Championnats d'Afrique             | Marrakech                          | 2e       | 5 000 m    | 15 min 42 s 16 |
| 2014 | Ligue de diamant                   | Ligue de diamant                   | 2e       | 3 000 m    | détails        |
| 2014 | Coupe continentale                 | Marrakech                          | 1re      | 3 000 m    | 8 min 57 s 53  |
| 2015 | Championnats du monde              | Pékin                              | 1re      | 1 500 m    | 4 min 08 s 09  |
| 2015 | Championnats du monde              | Pékin                              | 3e       | 5 000 m    | 14 min 44 s 14 |
| 2015 | Ligue de diamant                   | Ligue de diamant                   | 1re      | 3 000 m    | détails        |
| 2016 | Circuit mondial en salle de l'IAAF | Circuit mondial en salle de l'IAAF | 3e       | 3 000 m    | détails        |
| 2016 | Championnats du monde en salle     | Portland                           | 1re      | 3 000 m    | 8 min 47 s 43  |
| 2016 | Jeux olympiques                    | Rio de Janeiro                     | 2e       | 1 500 m    | 4 min 10 s 27  |
| 2017 | Championnats du monde              | Londres                            | 12e      | 1 500 m    | 4 min 06 s 72  |
| 2018 | Championnats du monde en salle     | Birmingham                         | 1re      | 1 500 m    | 4 min 06 s 23  |
| 2018 | Championnats du monde en salle     | Birmingham                         | 1re      | 3 000 m    | 8 min 45 s 05  |
| 2019 | Ligue de diamant                   | Ligue de diamant                   | 4e       | 1 500 m    | 4 min 00 s 86  |

Victoires en meeting de la Ligue de diamant :
2012 : Shanghai
2013 : Shanghai
2014 : Rome et Monaco
2015 : Eugene, Oslo, Paris et Monaco
2017 : Lausanne

### National
- Championnats d’Éthiopie :
  - vainqueur du 5 000 m en 2009 et du 1 500 m en 2010

## Records
| Épreuve      | Épreuve | Performance    | Lieu      | Date             | Record |
| ------------ | ------- | -------------- | --------- | ---------------- | ------ |
| En plein air | 1 500 m | 3 min 50 s 07  | Monaco    | 17 juillet 2015  | WR     |
| En plein air | Mile    | 4 min 14 s 30  | Rovereto  | 6 septembre 2016 |        |
| En plein air | 2 000 m | 5 min 27 s 50  | Ostrava   | 17 juin 2014     |        |
| En plein air | 3 000 m | 8 min 21 s 29  | Palo Alto | 30 juin 2019     |        |
| En plein air | 5 000 m | 14 min 15 s 41 | Paris     | 4 juillet 2015   |        |
| En salle     | 1 500 m | 3 min 55 s 17  | Karlsruhe | 1er février 2014 |        |
| En salle     | Mile    | 4 min 13 s 31  | Stockholm | 17 février 2016  | WR     |
| En salle     | 2 000 m | 5 min 23 s 75  | Sabadell  | 7 février 2017   | WR     |
| En salle     | 3 000 m | 8 min 16 s 60  | Stockholm | 6 février 2014   | WR     |
| En salle     | 5 000 m | 14 min 18 s 86 | Stockholm | 19 février 2015  | WR     |

### Récompenses
Le 15 avril 2015, Genzebe Dibaba est désignée par le Laureus World Sports Awards meilleure sportive de l'année 2014, devenant ainsi la 2e Africaine récompensée après la Kényane Vivian Cheruiyot honorée en 2012.
Fin novembre 2015, Genzebe Dibaba est la seule Africaine désignée par la Fédération internationale d'athlétisme pour concourir au titre de sportive de l'année. Elle remporte le trophée devant la sprinteuse néerlandaise Dafne Schippers, championne du monde du 200 m et médaillée d’argent du 100 m, et la lanceuse de marteau polonaise Anita Włodarczyk, première femme à lancer au-delà de la ligne des 80 mètres.